# 2월 3일
2월 3일은 그레고리력으로 34번째(윤년일 경우도 34번째) 날에 해당한다.

## 사건
- 1451년 - 메흐메트 2세가 오스만 제국 술탄의 지위를 물려받다.
- 1942년 - 장생 탄광 수몰사고가 일어나다.
- 1946년 - 통화 사건이 일어나다.
- 1977년 - 조원 일식집 화재 사고가 일어나다.
- 1985년 - 남아프리카 공화국의 데스몬드 투투 사제가 요하네스버그 성공회 주교로 임명됐다.
- 1989년 - 알프레도 스트로에스네르가 파라과이의 대통령직에서 물러났다.
- 2005년 - 호주제 규정 민법 781조 1항 및 778조의 헌법불합치를 판결내렸다[1]
- 2009년 - 일본의 활화산 아사마 산이 폭발했다.

## 문화
- 1908년 - 그리스 축구 클럽 파나티나이코스 FC 창단
- 1982년 - 한국프로야구 원년, 삼성 라이온즈가 대구·경북을 연고지로 창단되었다.
- 1997년 - 아리랑국제방송 국내방송 개국.
- 2016년 - 인천공항 자기부상철도 인천국제공항역 ~ 용유역 전 구간이 개통되었다.

## 탄생
- 1338년 - 프랑스의 왕비 잔 드 부르봉 공녀. (~1378년)
- 1774년 - 독일의 수학자 카를 몰바이데. (~1825년)
- 1795년 - 페루와 볼리비아의 대통령 안토니오 호세 데 수크레. (~1830년)
- 1807년 - 미국의 군인 조지프 E. 존스턴. (~1891년)
- 1809년 - 독일의 작곡가 펠릭스 멘델스존. (~1847년)
- 1821년 - 영국의 의사 엘리자베스 블랙웰. (~1910년)
- 1857년 - 덴마크의 식물학자 빌헬름 요한센. (~1927년)
- 1868년 - 일본의 정치가 미즈노 렌타로. (~1949년)
- 1874년 - 미국의 작가, 시인 거트루드 스타인. (~1946년)
- 1887년 - 오스트리아의 시인 게오르크 트라클. (~1914년)
- 1889년 - 덴마크의 영화 감독 칼 테오도르 드레이어. (~1968년)
- 1892년 - 스페인의 정치인 후안 네그린. (~1956년)
- 1894년 - 미국의 화가 노먼 록웰. (~1978년)
- 1898년 - 핀란드의 건축가 및 디자이너 알바르 알토. (~1976년)
- 1899년 - 중국의 작가 라오서. (~1966년)
- 1904년
  - 대한민국의 화가, 미술평론가 김용준. (~1967년)
  - 이탈리아의 작곡가 루이지 달라피콜라. (~1975년)
- 1909년
  - 대한민국의 시인, 문학평론가 김용제. (~1994년)
  - 대한민국의 학자 김삼순. (~2001년)
  - 프랑스의 철학자 시몬 베유. (~1943년)
- 1918년 - 미국의 육상 선수 헬렌 스티븐스. (~1994년)
- 1923년 - 대한민국의 정치인. 제 7·9대 국회의원 박주현. (~1986년)
- 1924년 - 프리드리히 빌헬름 폰 호엔촐레른 후작. (~2010년)
- 1927년
  - 대한민국의 비구니 승려 대행. (~2012년)
  - 대한민국의 국악인 박송희. (~2017년)
- 1932년 - 대한민국의 군인, 정치인 장기오.
- 1936년 - 대한민국의 패션디자이너, 예술가 이영희. (~2018년)
- 1938년 - 인도의 배우 와히다 레흐만.
- 1941년 - 대한민국의 성우 출신 배우 장미자. (~2025년)
- 1943년 - 미국의 배우 블라이드 대너.
- 1946년 - 대한민국의 서예가 홍덕선. (~2024년)
- 1947년
  - 미국의 소설가 폴 오스터. (~2024년)
  - 미국의 가수 멜라니 사프카. (~2024년)
- 1948년
  - 대한민국의 기업인 정준양.
  - 대한민국의 배우 봉혜선.
  - 동티모르의 성직자 카를루스 필리프 시메느스 벨루.
- 1950년
  - 대한민국의 화가 임옥상.
  - 미국의 배우 모건 페어차일드.
- 1951년
  - 멕시코의 전 수영 선수 펠리페 무뇨스.
  - 부르키나파소의 정치가 블레즈 콩파오레.
- 1956년
  - 대한민국의 동화작가, 교육자 박상재.
  - 대한민국의 체육 출신 정치가 양보윤. (~2024년)
  - 미국의 배우 네이선 레인.
- 1958년 - 미국의 경제학자 그레고리 맨큐.
- 1959년 - 대한민국의 축구인 이춘석. (~2024년)
- 1960년 - 독일의 축구인 요아힘 뢰프.
- 1961년 - 대한민국의 인권운동가, 정치인 장향숙.
- 1964년 - 일본의 만화가 타가메 겐고로.
- 1967년
  - 대한민국의 성우 김나연.
  - 일본의 성우 오카모토 마야.
- 1969년
  - 대한민국의 배우 이칸희.
  - 미국의 정치인, 변호사, 군인 보 바이든. (~2015년)
- 1970년
  - 대한민국의 배우 하성광.
  - 미국의 영화 감독 앤서니 루소.
- 1971년
  - 대한민국의 가수 현진영.
  - 대한민국의 배우 홍석천.
  - 대한민국의 움악가 윤병주. (로다운 30)
- 1972년
  - 대한민국의 가수, 방송인 윤도현.
  - 에스토니아의 전 축구 선수 마르트 폼.
- 1974년
  - 대한민국의 방송인 김제동.
  - 이란의 배우 샤하브 호세이니.
- 1976년
  - 대한민국 야구 선수 김동주.
  - 오스트레일리아의 배우 아일라 피셔.
- 1977년 - 대한민국의 배우 배호근.
- 1978년 - 대한민국의 가수 채리나 (룰라).
- 1979년
  - 대한민국의 영화 감독 조성희.
  - 대한민국의 수영 선수 김민석.
- 1980년 - 대한민국의 싱어송라이터, 작곡가 및 뮤지컬 배우 문혜원.
- 1981년 - 대한민국의 종합격투기 선수 김종대.
- 1982년 - 대한민국의 야구 선수 허용.
- 1983년
  - 대한민국의 전 야구 선수 곽용섭.
  - 중국의 바둑 기사 구리.
  - 이라크의 전 축구 선수 유니스 마무드.
- 1984년
  - 대한민국의 가수 김준.
  - 대한민국의 재즈 가수 유사랑.
  - 대한민국의 축구 선수 박상철.
  - 사우디아라비아의 축구 선수 사드 알하르티.
- 1986년 - 일본의 희극인, 모델 야나기하라 카나코.
- 1987년
  - 대한민국의 배우 정아율. (~2012년)
  - 대한민국의 화가 김선웅.
- 1988년
  - 대한민국의 가수 규현 (슈퍼주니어).
  - 일본의 모델, 배우 미야자키 레이카.
  - 네덜란드의 축구 선수 그레고리 판 데르빌.
  - 대한민국의 아나운서 조서연.
- 1989년
  - 중국의 가수 지아 (미쓰에이).
  - 대한민국의 레이싱 모델 이지우.
- 1990년
  - 일본의 성우 코하라 리코.
  - 코트디부아르의 축구 선수 아다마 트라오레.
  - 미국의 가수 숀 킹스턴.
- 1991년 - 대한민국의 배구 선수 염혜선.
- 1992년
  - 대한민국의 배우 표예진.
  - 일본의 축구 선수 대니얼 슈밋.
- 1993년
  - 대한민국의 야구 선수 김주한.
  - 헝가리의 펜싱 선수 서트마리 언드라시.
- 1994년
  - 대한민국의 가수 김효진.
  - 대한민국의 전 리그 오브 레전드 프로게이머·현 게임 해설가 오승주.
- 1995년 - 일본의 배우 츠치야 타오.
- 1996년 - 대한민국의 가수 승민. (해시태그)
- 1997년
  - 대한민국의 모델 이다현.
  - 스위스의 사격 선수 니나 크리스텐.
- 1998년
  - 대한민국의 가수 유설.
  - 대한민국의 리그 오브 레전드 프로게이머 피넛.
- 1999년
  - 대한민국의 가수 가현 (드림캐쳐).
  - 대한민국의 가수 김지범 (골든차일드).
  - 대한민국의 뮤지컬 배우 천우주.
  - 일본의 가수, 배우 하시모토 칸나.
  - 대한민국의 유튜버 카운터 (팀샐러드).
- 2000년 - 대한민국의 야구 선수 송대현.
- 2001년 - 대한민국의 배구 선수 이진.
- 2003년 - 대한민국의 축구 선수 이찬욱.
- 2005년 - 대한민국의 가수 공유빈.

## 사망
- 1451년 - 오스만 제국의 제6대 술탄 무라트 2세. (1404년~)
- 1468년 - 독일의 활판인쇄술 발명가 요하네스 구텐베르크. (1398년~)
- 1618년 - 조선의 문신 김극효. (1542년~)
- 1881년 - 영국의 조류학자 존 굴드. (1804년~)
- 1901년 - 일본의 계몽사상가, 교육자, 저술가 후쿠자와 유키치. (1835년~)
- 1924년 - 미국의 대통령 노벨 평화상 수상자 우드로 윌슨. (1856년~)
- 1959년 - 미국의 싱어송라이터 버디 홀리. (1936년~)
- 1966년 - 대한제국 순종의 두 번째 황후 순정효황후. (1894년~)
- 1973년 - 대한민국의 언론인, 교육자 여운홍. (1891년~)
- 1975년 - 이집트의 가수 움 쿨숨. (1904년~)
- 1981년 - 대한민국의 종교인, 교육자 류영모. (1890년~)
- 1989년 - 미국의 배우, 영화 감독, 각본가 존 카사베티스. (1929년~)
- 1997년 - 체코의 작가 보후밀 흐라발. (1914년~)
- 2006년
  - 대한민국의 언론인 이준구. (1916년~)
  - 이탈리아의 음악가 로마노 무솔리니. (1927년~)
- 2009년 - 대한민국의 기업인 최형규. (1921년~)
- 2011년 - 프랑스의 영화배우 마리아 슈나이더. (1952년~)
- 2016년 - 미국의 가수 모리스 화이트. (1941년~)
- 2018년 - 미국의 교육학자 빌 틸. (1947년~)
- 2020년 - 미국의 영화배우 진 레이놀즈. (1923년~)
- 2021년 - 미국의 테니스 선수 토니 트래버트. (1930년~)
- 2022년
  - 이라크 레반트 이슬람 국가의 지도자 아부 이브라힘 알하셰미 알쿠라이시. (1976년~)
  - 그리스의 제4대 대통령 흐리스토스 사르체타키스. (1929년~)
- 2023년
  - 스페인의 패션디자이너 파코 라반. (1934년~)
  - 대한민국의 목회자 임보라. (1968년~)
- 2024년 - 이탈리아의 왕위 요구자 비토리오 에마누엘레 디 사보이아. (1937년~)
- 2025년
  - 미국의 사회학자 마이클 부라워이. (1947년~)
  - 대한민국의 가수 오성훈. (1980년~)
  - 일본의 야구선수 요시다 요시오. (1933년~)
  - 미국의 영화감독 크리스 뉴먼. (1940년~)

## 기념일
- 세츠분(節分): 일본
- 한국수어의 날: 한국

## 같이 보기
- 전날: 2월 2일 다음날: 2월 4일 - 전달: 1월 3일 다음달: 3월 3일
- 음력: 2월 3일
- 모두 보기